# 北部區 (喀麥隆)
北部區（英語：North Region）是喀麥隆的一個區，東鄰查德，東南鄰中非共和國，西鄰奈及利亞。面積65,576平方公里，2004年人口1,227,018人。首府加魯阿。下分4縣。